# 扎米舍沃农村居民点
扎米舍沃农村居民点（俄语：Замишевское сельское поселение）是俄罗斯联邦布良斯克州新济布科夫区所属的一个农村居民点。其下辖有8个居民点，行政中心为扎米舍沃。据2015年统计，该农村居民点的人口为2266人。